# Железнодорожная Казарма 363 км
Железнодоро́жная Каза́рма 363 км, 363 км — населённый пункт (тип: станция) в Алейском районе Алтайском крае России. Входит в состав Урюпинского сельсовета.

## География
Расположен в центральной части края, в лесостепной зоне, при остановочном пункте Советская Сибирь Западно-Сибирской железной дороги.
Климат
резко континентальный. Средняя температура января −17,6ºС, июля — + 20ºС. Годовое количество осадков — 440 мм.

## История
Посёлок возник благодаря строительству в 1910-х годах железнодорожной линии Барнаул — Семипалатинск Алтайской железной дороги.

## Население
| 1997 | 1998 | 1999 | 2000 | 2001 | 2002 | 2003 | 2004 | 2005 | 2006 | 2007 | 2008 |
| ---- | ---- | ---- | ---- | ---- | ---- | ---- | ---- | ---- | ---- | ---- | ---- |
| 23   | ↘15  | →15  | ↗16  | ↘11  | ↗13  | ↗15  | ↘13  | →13  | ↗17  | →17  | ↗20  |
| 2009 | 2010 | 2011 | 2012 | 2013 |      |      |      |      |      |      |      |
| ↘16  | ↘8   | ↗9   | ↘5   | ↗6   |      |      |      |      |      |      |      |

Национальный состав
Согласно результатам переписи 2002 года, в национальной структуре населения русские составляли 100 % от 13 чел.

## Инфраструктура
Путевое хозяйство Западно-Сибирской железной дороги.
Все услуги жители остановочного пункта получают в центре поселения — селе Урюпино.

## Транспорт
363 км доступен автомобильным и железнодорожным транспортом.
В пешей доступности федеральная автомобильная трасса А322 Барнаул — Рубцовск — граница с Республикой Казахстан; подъездная дорога к Урюпино.
Остановочный пункт Советская Сибирь.